# Demokratiska partiet (Hongkong)
Hongkongs demokratiska partiet (kinesiska 民主黨 mínzhǔ dǎng, engelska Democratic Party) är ett liberalt och pro-demokratiskt parti i Hongkong.
Partiet grundades 1994 då två tidigare partier (United Democrats of Hong Kong och Meeting Point) förenades.
Martin Lee, som tidigare har representerat partiet i Hongkongs lagstiftande församling (LegCo), är individuell medlem i Liberala Internationalen.

## Ideologi och åsikter
Enligt partiet är Hongkong en oskiljaktig del av folkrepubliken Kina och det bästa arrangemanget för regionen är ett land, två system. Både engelska och kinesiska borde vara regionens officiella språk också i framtiden.
Gällande utrikespolitiken vill partiet att Hongkongs speciella status som ett internationellt handelscentrum ska utvecklas.

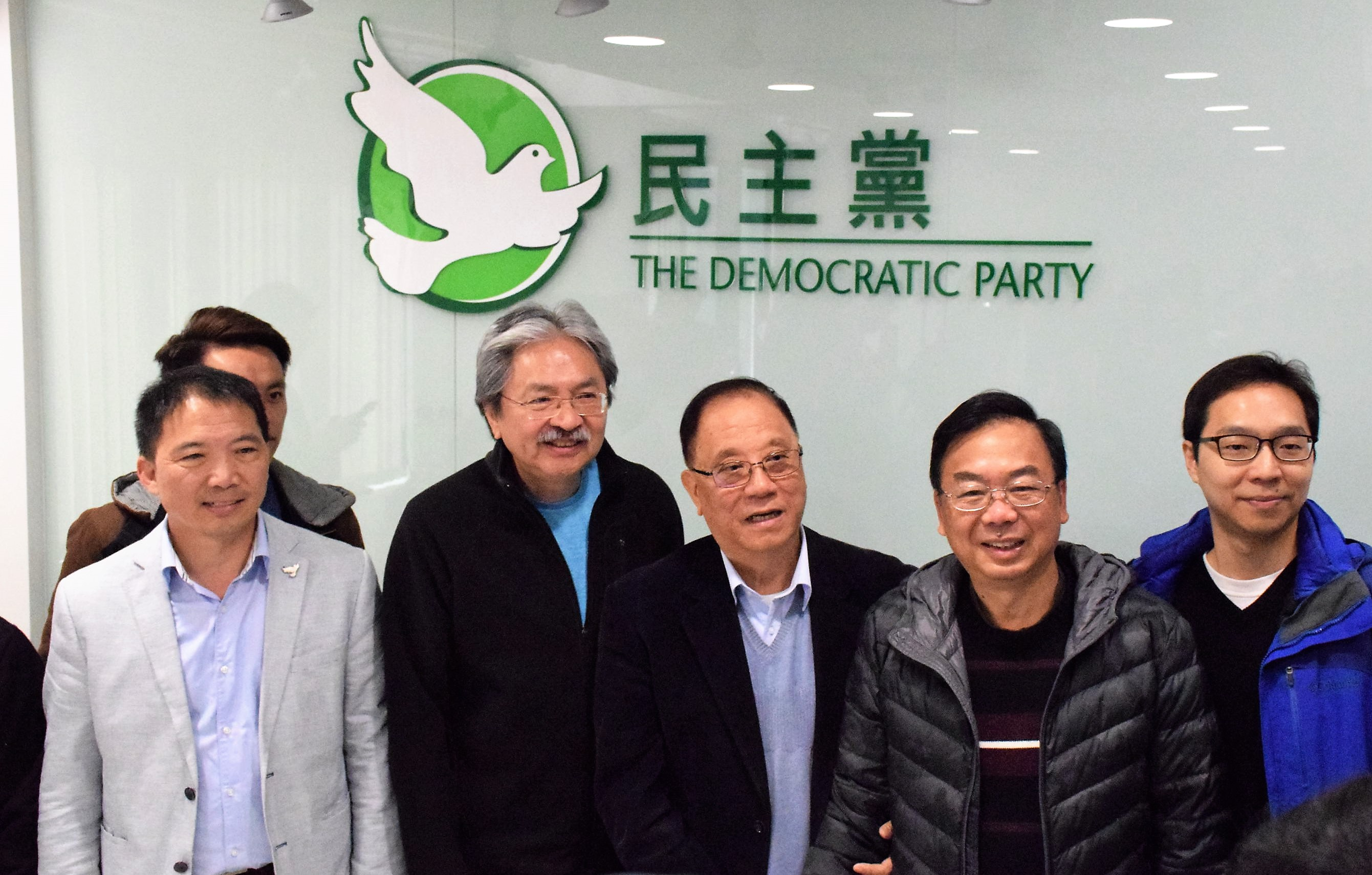
John Tsang (andra från vänster) möter DP-medlemmar 2017.

I inrikespolitiken vill DP respektera maktdelningsprincipen domstolarnas självständighet. Tjänstemännen borde vara från Hongkong..